# Locomotiva FS 255
Le locomotive FS gruppo 255 sono state macchine a vapore con tender di rodiggio 0-3-0 che le Ferrovie dello Stato acquisirono, dopo il 1905, in seguito al riscatto della Rete Mediterranea.

## Storia
Le locomotive del gruppo erano pervenute alla Rete Mediterranea nel 1885 in seguito alla ripartizione delle ferrovie precedenti. Erano di costruzione estera eccetto la 2554 che era stata fabbricata dalla Ansaldo nel 1880; le più antiche erano la 2555 della Parent Schaken di Parigi (1872) e le 2553 e 2556 di Cockerill (1874). Le ordinazioni successive perfezionate dalla Mediterranea alla Henschel di Cassel entrarono in servizio nel 1890. Vennero acquisite dalle Ferrovie dello Stato nel 1905 in seguito al riscatto delle reti. Nell'album delle locomotive FS, al 31 dicembre 1914, risultavano ancora immatricolate.

## Caratteristiche tecniche
Le locomotive furono costruite con il rodiggio 0-3-0 e con ruote da 1.330 mm di diametro; a vapore saturo, 2 cilindri esterni e a doppia espansione, configurazione classica del tempo.
La caldaia che equipaggiava le unità era lunga 6.950 mm e conteneva un volume d'acqua (misurata a 10 cm sopra il cielo del forno) di 3,8 m³ e un volume di vapore di 1,8 m³; la sua pressione di taratura era di 12 bar ed era in grado di produrre un quantitativo orario di vapore asciutto di 5.370 kg. Il numero di tubi bollitori era di 192 di diametro 50/45 mm con lunghezza tra le piastre estreme, di 4.250 mm. La superficie di riscaldamento tubiera era di 115,38; la superficie di riscaldamento estesa sulla volta del forno era di 8 m². In totale quindi 123,38 m².
Le dimensioni interne del corpo cilindrico erano rispettivamente di 1.330 mm e 1.302 di diametro; la lunghezza era di 5,15 m (compresa di camera a fumo).
Il forno, delle dimensioni di 1.560 x 1.085 mm, era alto in media 1.300 mm sul piano della graticola della superficie di 1,63 m².
Le prestazioni della macchina permettevano uno sforzo di trazione massimo di 7.580 kg, continuo (alla velocità di 30 km/h) di 4.470 kg e di spunto alla partenza di 5.800 kg. La ripartizione delle masse per asse era rispettivamente di 13,9 t per il primo asse motore, di 13,9 t, per il secondo e 12,8 tper il terzo t.
Il motore delle locomotive era costituito da 2 cilindri di cui uno ad alta pressione del diametro di 460 mm e uno di bassa pressione del diametro di 650 mm che facevano una corsa di 650 mm; il vapore era addotto mediante cassetti piani azionati da un meccanismo della distribuzione sistema Stephenson. La velocità massima raggiunta era di 50 km/h.
Tutte le locomotive erano dotate delle apparecchiature del freno ad aria compressa automatico ma agente solo sul tender. Le macchine erano anche munite di freno a controvapore mentre il freno a mano agiva solo sulle ruote del tender accoppiato, a tre assi, della massa totale di 24,8 t con capacità di acqua era di 8,2 m³ e di carbone di 3 t.